# ATP Challenger Series 1998
In der folgenden Tabelle werden die Turniere der professionellen Herrentennis-Saison 1998 der ATP Challenger Series dargestellt. Sie bestand aus 114 Turnieren mit einem Preisgeld von 25.000 bis 125.000 US-Dollar. Es war die 21. Ausgabe des Challenger-Turnierzyklus.

## Turnierplan

### Januar
| Datum1 | Ort       | Turnier        | Preisgeld | Belag2      | Sieger Einzel | Sieger Doppel             |
| ------ | --------- | -------------- | --------- | ----------- | ------------- | ------------------------- |
| 26.01. | Heilbronn | Heilbronn Open | $ 100.000 | Teppich (i) | Martin Sinner | Geoff Grant Mark Merklein |

### Februar
| Datum1 | Ort               | Turnier                      | Preisgeld | Belag2        | Sieger Einzel    | Sieger Doppel                      |
| ------ | ----------------- | ---------------------------- | --------- | ------------- | ---------------- | ---------------------------------- |
| 02.02. | West Bloomfield   | West Bloomfield Challenger   | $ 050.000 | Hartplatz (i) | Alex O’Brien     | Jim Thomas Laurence Tieleman       |
| 02.02. | Lippstadt         | Lippstadt Challenger         | $ 025.000 | Teppich (i)   | Dirk Dier        | Andrew Richardson Myles Wakefield  |
| 09.02. | Wolfsburg         | Volkswagen Challenger        | $ 025.000 | Teppich (i)   | Ivo Heuberger    | Marat Safin Dušan Vemić            |
| 16.02. | Singapur          | Singapore Challenger         | $ 050.000 | Hartplatz     | Fernando Vicente | Jim Thomas Laurence Tieleman       |
| 16.02. | Lübeck            | Warsteiner Challenger Lübeck | $ 025.000 | Teppich (i)   | Peter Wessels    | Lorenzo Manta Andrew Richardson    |
| 23.02. | Ho-Chi-Minh-Stadt | Ho Chi Minh Challenger       | $ 050.000 | Hartplatz     | André Sá         | Mahesh Bhupathi Peter Tramacchi    |
| 23.02. | Cherbourg         | Cherbourg Challenger         | $ 025.000 | Hartplatz (i) | Jérôme Golmard   | Massimo Ardinghi Massimo Bertolini |

### März
| Datum1 | Ort       | Turnier                  | Preisgeld | Belag2      | Sieger Einzel     | Sieger Doppel                       |
| ------ | --------- | ------------------------ | --------- | ----------- | ----------------- | ----------------------------------- |
| 02.03. | Bangkok   | Bangkok Challenger       | $ 050.000 | Hartplatz   | Leander Paes      | Peter Tramacchi Kevin Ullyett       |
| 02.03. | Magdeburg | Residenza Open Magdeburg | $ 025.000 | Teppich (i) | Lars Burgsmüller  | Eyal Erlich Mosé Navarra            |
| 09.03. | Salinas   | Salinas Challenger       | $ 050.000 | Hartplatz   | André Sá          | David Di Lucia Michael Sell         |
| 09.03. | Kyōto     | Kyoto Challenger         | $ 025.000 | Teppich (i) | Michael Kohlmann  | Takao Suzuki Kevin Ullyett          |
| 30.03. | Barletta  | Barletta Challenger      | $ 025.000 | Sand        | Francisco Cabello | Juan Balcells Juan Ignacio Carrasco |

### April
| Datum1 | Ort             | Turnier                    | Preisgeld | Belag2        | Sieger Einzel      | Sieger Doppel                      |
| ------ | --------------- | -------------------------- | --------- | ------------- | ------------------ | ---------------------------------- |
| 06.04. | Bermuda         | XL Bermuda Open            | $ 100.000 | Sand          | Hernán Gumy        | Doug Flach Richey Reneberg         |
| 06.04. | Neapel          | Napoli Challenger          | $ 100.000 | Sand          | Davide Sanguinetti | Massimo Bertolini Devin Bowen      |
| 06.04. | San Luis Potosí | San Luis Potosí Challenger | $ 025.000 | Sand          | Luis Morejón       | Edwin Kempes Peter Wessels         |
| 13.04. | Nizza           | Nice Challenger            | $ 100.000 | Sand          | Mariano Puerta     | Devin Bowen Mariano Hood           |
| 13.04. | Birmingham      | Birmingham Challenger      | $ 050.000 | Sand          | Christian Ruud     | Doug Flach David Witt              |
| 13.04. | Vadodara        | Vadodara Challenger        | $ 050.000 | Rasen         | Peter Tramacchi    | Myles Wakefield Wesley Whitehouse  |
| 13.04. | Puerto Vallarta | Puerto Vallarta Challenger | $ 025.000 | Hartplatz (i) | Geoff Grant        | Luis-Enrique Herrera Gabriel Trifu |
| 20.04. | Espinho         | Espinho Challenger         | $ 125.000 | Sand          | Guillermo Cañas    | Jens Knippschild Stephen Noteboom  |
| 20.04. | Prag            | Prague Challenger          | $ 025.000 | Sand          | Michal Tabara      | Juan Balcells Nenad Zimonjić       |

### Mai
| Datum1 | Ort       | Turnier                     | Preisgeld | Belag2    | Sieger Einzel    | Sieger Doppel                        |
| ------ | --------- | --------------------------- | --------- | --------- | ---------------- | ------------------------------------ |
| 04.05. | Ljubljana | Ljubljana Challenger        | $ 125.000 | Sand      | Dinu Pescariu    | Marius Barnard Stephen Noteboom      |
| 04.05. | Jerusalem | Jerusalem Challenger        | $ 050.000 | Hartplatz | Neville Godwin   | Noam Behr Eyal Erlich                |
| 11.05. | Košice    | Košice Challenger           | $ 125.000 | Sand      | Dominik Hrbatý   | Jiří Novák David Rikl                |
| 11.05. | Dresden   | Ostdeutscher Sparkassen Cup | $ 050.000 | Sand      | Dirk Dier        | Pablo Albano Sander Groen            |
| 18.05. | Budapest  | Budapest Challenger I       | $ 050.000 | Sand      | Marcos Ondruska  | Chris Haggard Paul Rosner            |
| 25.05. | Kiew      | Kiev Challenger             | $ 050.000 | Sand      | Nenad Zimonjić   | Thomas Buchmayer Thomas Strengberger |
| 25.05. | Medellín  | Medellín Challenger         | $ 025.000 | Sand      | Adriano Ferreira | Adriano Ferreira Cristiano Testa     |

### Juni
| Datum1 | Ort          | Turnier              | Preisgeld | Belag2    | Sieger Einzel      | Sieger Doppel                    |
| ------ | ------------ | -------------------- | --------- | --------- | ------------------ | -------------------------------- |
| 01.06. | Prostějov    | Prostějov Challenger | $ 125.000 | Sand      | Richard Fromberg   | Edwin Kempes Peter Wessels       |
| 01.06. | Fürth        | Quelle Cup           | $ 050.000 | Sand      | Christian Ruud     | Álex López Morón Albert Portas   |
| 01.06. | Surbiton     | Surbiton Challenger  | $ 050.000 | Rasen     | Gianluca Pozzi     | Sandon Stolle Peter Tramacchi    |
| 08.06. | Split        | Split Challenger     | $ 100.000 | Sand      | Orlin Stanoitschew | Geoff Grant Attila Sávolt        |
| 08.06. | Weiden       | ATU Cup              | $ 025.000 | Sand      | Agustín Calleri    | Nuno Marques Nenad Zimonjić      |
| 15.06. | Braunschweig | Nord/LB Open         | $ 125.000 | Sand      | Franco Squillari   | Tomás Carbonell Francisco Roig   |
| 15.06. | Zagreb       | Zagreb Challenger    | $ 100.000 | Sand      | Jiří Novák         | Julián Alonso Mariano Puerta     |
| 22.06. | Biella       | Biella Challenger    | $ 025.000 | Sand      | Andrew Ilie        | Diego del Rio Eric Taino         |
| 22.06. | Eisenach     | Wartburg Open        | $ 025.000 | Sand      | Edwin Kempes       | Jaime Oncins Cristiano Testa     |
| 22.06. | Příbram      | Příbram Challenger   | $ 025.000 | Sand      | Arnaud Di Pasquale | Ota Fukárek Udo Plamberger       |
| 29.06. | Venedig      | Venice Challenger    | $ 100.000 | Sand      | Adrian Voinea      | Nebojša Đorđević Marcos Ondruska |
| 29.06. | Denver       | Denver Challenger    | $ 050.000 | Hartplatz | Takao Suzuki       | Michael Hill Glenn Weiner        |
| 29.06. | Ulm          | Müller Cup           | $ 050.000 | Sand      | Younes El Aynaoui  | Márcio Carlsson Jaime Oncins     |
| 29.06. | Montauban    | Montauban Challenger | $ 025.000 | Sand      | Edwin Kempes       | Eduardo Nicolás Germán Puentes   |

### Juli
| Datum1 | Ort           | Turnier                  | Preisgeld | Belag2    | Sieger Einzel     | Sieger Doppel                     |
| ------ | ------------- | ------------------------ | --------- | --------- | ----------------- | --------------------------------- |
| 06.07. | Ostende       | Ostend Challenger        | $ 075.000 | Sand      | Andrew Ilie       | Cristian Brandi Filippo Messori   |
| 06.07. | Bristol       | Bristol Challenger       | $ 050.000 | Rasen     | Denis van Uffelen | Maks Mirny Uladsimir Waltschkou   |
| 06.07. | Granby        | Granby Challenger        | $ 050.000 | Hartplatz | Takao Suzuki      | Gōichi Motomura Takao Suzuki      |
| 06.07. | Oberstaufen   | Oberstaufen Cup          | $ 025.000 | Sand      | Wolfgang Schranz  | Nuno Marques Rogier Wassen        |
| 13.07. | Meran         | Merano Challenger        | $ 125.000 | Sand      | Sláva Doseděl     | Pablo Albano Nicolás Lapentti     |
| 13.07. | Aptos         | Aptos Challenger         | $ 050.000 | Hartplatz | Cecil Mamiit      | Bob Bryan Mike Bryan              |
| 13.07. | Contrexéville | Contrexéville Challenger | $ 050.000 | Sand      | Younes El Aynaoui | Diego del Río Martín Rodríguez    |
| 13.07. | Manchester    | Manchester Challenger    | $ 050.000 | Rasen     | Chris Wilkinson   | Mosé Navarra Stefano Pescosolido  |
| 20.07. | Newcastle     | Newcastle Challenger     | $ 050.000 | Sand      | Agustín Calleri   | Jeff Coetzee Edwin Kempes         |
| 20.07. | Tampere       | Tampere Challenger       | $ 050.000 | Sand      | Tomáš Zíb         | Tobias Hildebrand Fredrik Loven   |
| 27.07. | Istanbul      | Istanbul Challenger      | $ 050.000 | Hartplatz | Tomáš Zíb         | Petr Luxa Eyal Ran                |
| 27.07. | Scheveningen  | Scheveningen Challenger  | $ 050.000 | Sand      | Younes El Aynaoui | Agustín Calleri Tobias Hildebrand |
| 27.07. | Winnetka      | Winnetka Challenger      | $ 050.000 | Hartplatz | Geoff Grant       | Grant Silcock Myles Wakefield     |

### August
| Datum1 | Ort            | Turnier                   | Preisgeld | Belag2    | Sieger Einzel      | Sieger Doppel                        |
| ------ | -------------- | ------------------------- | --------- | --------- | ------------------ | ------------------------------------ |
| 03.08. | Posen          | Poznań Challenger         | $ 125.000 | Sand      | Christian Ruud     | Sebastián Prieto Martín Rodríguez    |
| 03.08. | Segovia        | Open Castilla y León      | $ 100.000 | Hartplatz | Radek Štěpánek     | Radek Štěpánek Tomáš Zíb             |
| 03.08. | Lexington      | Lexington Challenger      | $ 050.000 | Hartplatz | Paul Goldstein     | Ben Ellwood Lleyton Hewitt           |
| 03.08. | Gramado        | Gramado Challenger        | $ 025.000 | Hartplatz | André Sá           | Jeff Coetzee Damien Roberts          |
| 03.08. | Tijuana        | Tijuana Challenger        | $ 025.000 | Hartplatz | Michael Hill       | Michael Hill Scott Humphries         |
| 10.08. | Binghamton     | Binghamton Challenger     | $ 050.000 | Hartplatz | Takao Suzuki       | Myles Wakefield Wesley Whitehouse    |
| 10.08. | Belo Horizonte | Belo Horizonte Challenger | $ 025.000 | Hartplatz | Francisco Costa    | Satoshi Iwabuchi Thomas Shimada      |
| 10.08. | Nettingsdorf   | Nettingsdorf Challenger   | $ 025.000 | Sand      | Markus Hipfl       | Tomáš Krupa Borut Urh                |
| 10.08. | Sopot          | Sopot Challenger          | $ 025.000 | Sand      | Michał Chmela      | James Greenhalgh Nenad Zimonjić      |
| 17.08. | Graz           | Graz Challenger           | $ 100.000 | Sand      | Carlos Costa       | Dinu Pescariu Albert Portas          |
| 17.08. | Bronx          | Bronx Challenger          | $ 050.000 | Hartplatz | Miles Maclagan     | Jared Palmer Takao Suzuki            |
| 17.08. | Warschau       | Warsaw Challenger         | $ 050.000 | Sand      | Jiří Vaněk         | James Greenhalgh Nenad Zimonjić      |
| 24.08. | Genf           | Geneva Challenger         | $ 050.000 | Sand      | Juan Albert Viloca | Rikard Bergh Jens Knippschild        |
| 31.08. | Alpirsbach     | Alpirsbach Challenger     | $ 025.000 | Sand      | Stefan Koubek      | Tomáš Cibulec Leoš Friedl            |
| 31.08. | Belgrad        | Belgrade Challenger       | $ 025.000 | Hartplatz | Jiří Vaněk         | Raemon Sluiter Nenad Zimonjić        |
| 31.08. | Santa Cruz     | Santa Cruz Challenger     | $ 025.000 | Sand      | Gastón Gaudio      | Marcelo Charpentier Andrés Schneiter |

### September
| Datum1 | Ort           | Turnier                  | Preisgeld | Belag2    | Sieger Einzel     | Sieger Doppel                           |
| ------ | ------------- | ------------------------ | --------- | --------- | ----------------- | --------------------------------------- |
| 07.09. | Brașov        | Brașov Challenger        | $ 050.000 | Sand      | Dinu Pescariu     | Juan Ignacio Carrasco Jairo Velasco Jr. |
| 07.09. | Edinburgh     | Edinburgh Challenger     | $ 050.000 | Sand      | Tomas Nydahl      | Edwin Kempes Peter Wessels              |
| 07.09. | Quito         | Quito Challenger         | $ 050.000 | Sand      | Nicolás Massú     | Adriano Ferreira Óscar Ortiz            |
| 07.09. | Budva         | Budva Challenger         | $ 025.000 | Sand      | Tomas Behrend     | Eduardo Nicolás Germán Puentes          |
| 14.09. | Florianópolis | Florianópolis Challenger | $ 125.000 | Sand      | Guillermo Cañas   | Jaime Oncins André Sá                   |
| 14.09. | Budapest      | Budapest Challenger II   | $ 050.000 | Sand      | Renzo Furlan      | Gábor Köves Thomas Strengberger         |
| 14.09. | Skopje        | Skopje Challenger        | $ 025.000 | Sand      | Jordi Mas         | Eduardo Nicolás Germán Puentes          |
| 21.09. | Stettin       | Szczecin Challenger      | $ 125.000 | Sand      | Younes El Aynaoui | Orlin Stanoitschew Radomír Vašek        |
| 21.09. | Urbana        | Urbana Challenger        | $ 025.000 | Hartplatz | Daniel Nestor     | Jared Palmer Jonathan Stark             |
| 21.09. | Sevilla       | Copa Sevilla             | $ 025.000 | Sand      | Alberto Martín    | Alberto Martín Salvador Navarro         |
| 28.09. | Porto         | Oporto Challenger        | $ 125.000 | Sand      | Younes El Aynaoui | Juan Ignacio Carrasco Jairo Velasco Jr. |
| 28.09. | Caracas       | Caracas Challenger       | $ 100.000 | Hartplatz | Adriano Ferreira  | Geoff Grant Maurice Ruah                |
| 28.09. | Dallas        | Dallas Challenger        | $ 050.000 | Hartplatz | Daniel Nestor     | Jared Palmer Jonathan Stark             |
| 28.09. | Olbia         | Olbia Challenger         | $ 050.000 | Hartplatz | Daniele Bracciali | Todd Larkham Chris Wilkinson            |

### Oktober
| Datum1 | Ort         | Turnier                | Preisgeld | Belag2        | Sieger Einzel         | Sieger Doppel                     |
| ------ | ----------- | ---------------------- | --------- | ------------- | --------------------- | --------------------------------- |
| 05.10. | Santiago    | Santiago Challenger    | $ 100.000 | Sand          | Sebastián Prieto      | Ota Fukárek Attila Sávolt         |
| 05.10. | San Antonio | San Antonio Challenger | $ 050.000 | Hartplatz     | Geoff Grant           | David Di Lucia Michael Sell       |
| 05.10. | Tel Aviv    | Tel Aviv Challenger    | $ 050.000 | Hartplatz     | Gianluca Pozzi        | Radek Štěpánek Michal Tabara      |
| 12.10. | Barcelona   | Barcelona Challenger   | $ 100.000 | Sand          | Fernando Vicente      | José Antonio Conde Javier Sánchez |
| 12.10. | São Paulo   | São Paulo Challenger   | $ 100.000 | Sand          | Fernando Meligeni     | Diego del Río Martín Rodríguez    |
| 12.10. | San Diego   | San Diego Challenger   | $ 050.000 | Hartplatz     | Ville Liukko          | Paul Goldstein Adam Peterson      |
| 19.10. | Kairo       | Cairo Challenger       | $ 100.000 | Sand          | Albert Portas         | Albert Portas Álex López Morón    |
| 19.10. | Montevideo  | Montevideo Challenger  | $ 100.000 | Sand          | Eduardo Medica        | Francisco Cabello Agustín Calleri |
| 19.10. | Hongkong    | Hongkong Challenger    | $ 050.000 | Hartplatz     | Finale nicht gespielt | Finale nicht gespielt             |
| 19.10. | Eckental    | Okal Cup               | $ 025.000 | Teppich (i)   | Jared Palmer          | Tomáš Cibulec Raemon Sluiter      |
| 19.10. | Samarqand   | Samarkand Challenger   | $ 025.000 | Sand          | Fredrik Jonsson       | Noam Behr Eyal Ran                |
| 26.10. | Brest       | Brest Challenger       | $ 100.000 | Hartplatz (i) | Jérôme Golmard        | Neville Godwin Marcos Ondruska    |

### November
| Datum1 | Ort             | Turnier                  | Preisgeld | Belag2        | Sieger Einzel        | Sieger Doppel                         |
| ------ | --------------- | ------------------------ | --------- | ------------- | -------------------- | ------------------------------------- |
| 02.11. | Aachen          | Lambertz Open by STAWAG  | $ 050.000 | Hartplatz (i) | Hendrik Dreekmann    | Menno Oosting Pavel Vízner            |
| 09.11. | Las Vegas       | Las Vegas Challenger     | $ 050.000 | Hartplatz     | Cecil Mamiit         | Marcos Ondruska Byron Talbot          |
| 16.11. | Andorra         | Andorra Challenger       | $ 100.000 | Hartplatz (i) | Justin Gimelstob     | Justin Gimelstob Jack Waite           |
| 16.11. | Buenos Aires    | Buenos Aires Challenger  | $ 100.000 | Sand          | Younes El Aynaoui    | Guillermo Cañas Martín Alberto García |
| 16.11. | Puebla          | Puebla Challenger        | $ 025.000 | Hartplatz     | Uladsimir Waltschkou | Alejandro González Mariano Sánchez    |
| 16.11. | Rancho Mirage   | Rancho Mirage Challenger | $ 025.000 | Hartplatz     | Christian Ruud       | Wayne Arthurs Peter Tramacchi         |
| 23.11. | Lima            | Lima Challenger          | $ 100.000 | Sand          | Stefan Koubek        | Diego del Río Martin Rodriguez        |
| 23.11. | Burbank         | Burbank Challenger       | $ 025.000 | Hartplatz     | Cecil Mamiit         | Mike Bryan                            |
| 23.11. | Portorož        | Portorož Challenger      | $ 025.000 | Hartplatz (i) | Rainer Schüttler     | Maks Mirny Andrei Olchowski           |
| 23.11. | Toluca de Lerdo | Toluca Challenger        | $ 025.000 | Sand          | Rogier Wassen        | Alejandro Hernández Mariano Sánchez   |
| 30.11. | Guadalajara     | Guadalajara Challenger   | $ 100.000 | Sand          | Markus Hipfl         | Sander Groen Ali Hamadeh              |
| 30.11. | Nümbrecht       | Nümbrecht Challenger     | $ 050.000 | Teppich (i)   | Christian Vinck      | Maks Mirny Andrei Olchowski           |

### Dezember
| Datum1 | Ort               | Turnier              | Preisgeld | Belag2    | Sieger Einzel  | Sieger Doppel                |
| ------ | ----------------- | -------------------- | --------- | --------- | -------------- | ---------------------------- |
| 07.12. | Perth             | Perth Challenger     | $ 025.000 | Hartplatz | Lleyton Hewitt | Lleyton Hewitt Paul Kilderry |
| 07.12. | Santiago de Chile | Cerveza Cristal      | $ 025.000 | Sand      | Gastón Gaudio  | Enzo Artoni Federico Browne  |
| 21.12. | Ahmedabad         | Ahmedabad Challenger | $ 025.000 | Hartplatz | Antony Dupuis  | Noam Okun Nir Welgreen       |
| 28.12. | Mumbai            | Mumbai Challenger    | $ 025.000 | Hartplatz | Antony Dupuis  | Noam Behr Eyal Ran           |

- 1 Turnierbeginn (ohne Qualifikation)
- 2 Das Kürzel „(i)“ (= indoor) bedeutet, dass das betreffende Turnier in einer Halle ausgetragen wurde.